# Saadi de Xiraz
Abu Maomé Muxarrifadim Musle ibne Abedalá ibne Muxarrife de Xirazi, melhor conhecido como Saadi ou Saadi de Xiraz (Xiraz, 1210 - Xiraz, 1291/2) foi um poeta e escritor persa do século XIII, amplamente reconhecido como um dos maiores mestres da tradição literária clássica. Suas principais obras são o Gulistão e o Bustão.